# Kolin (vegyület)
A kolin egy vízben oldódó szerves vegyület, mely az emberi szervezetben többféle szerepet is játszik. Esszenciális tápanyag, mert bár testünk képes előállítani, a szükséges mennyiség biztosításához a táplálékkal is be kell vinni.

## Funkciói
A sejtmembránok alkotóelemeként, a lipidek szállításában, valamint az idegsejt és izmok közötti ingerületátvitelben játszik fontos szerepet.
A sejtmembránok felépítésében foszfatidilkolin formájában vesz részt. A kolin foszfátésztere a foszfokolin, mely glicerinnel és zsírsavakkal trigliceridet; foszfatidilkolint alkot. A sejtmembránokban fontos szerepet betöltő foszfolipidek körülbelül felét különböző foszfatidilkolin vegyületek alkotják.
Az idegsejtek és izmok közötti ingerületátvitelben az ecetsavval képzett észtere, az acetilkolin játszik kulcsszerepet. Az acetilkolin az idegsejtben keletkezik ecetsavból és kolinból a kolin-acetiláz enzim segítségével. Az acetilkolin – kijutva az idegsejtből a sejtek közti szinaptikus résbe – az izomsejten található acetilkolin-receptorokat aktiválja, megvalósítva ezzel az ingerületátvitelt. Az acetilkolint az acetilkolin-észteráz bontja vissza ecetsavra és kolinra. Ez a fajta ingerületátvitel a kolinerg-transzmisszió.

## Táplálkozás
Legnagyobb mennyiségben a tojássárgája tartalmazza, ezt követik a hús és a halak, a teljes kiőrlésű gabonafélék, zöldségek és gyümölcsök, végül kis mennyiségben a zsírok és olajok.
| Tápanyagforrás (100 g) | Mennyiség (mg) |
| ---------------------- | -------------- |
| Tojássárgája, nyersen  | 820            |
| Kaviár                 | 491            |
| Marhamáj               | 418            |
| Szójalecitin-olaj      | 350            |
| Csirkemáj              | 327            |
| Tükörtojás             | 317            |
| Főtt tojás             | 294            |
| Füstölt lazac          | 224            |
| Szójaliszt             | 192            |
| Búzacsíra              | 179            |
| Zöldborsó, nyersen     | 157            |
| Pörkölt szójabab       | 124            |
| Csirkemell             | 111            |
| Csicseriborsó          | 99             |

Megfelelő napi beviteli értékek az Európai Élelmiszerbiztonsági Hatóság nyomán:
| csoport        | mg/nap |
| -------------- | ------ |
| 7–11 hónap     | 160    |
| 1–3 év         | 140    |
| 4–6 év         | 170    |
| 7–10 év        | 250    |
| 11–14 év       | 340    |
| 15–17 év       | 400    |
| Felnőttek      | 400    |
| Várandós nők   | 480    |
| Szoptató anyák | 520    |

## Felfedezése
Adolph Strecker fedezte fel 1862-ben, amikor epéből kinyert lecitint hevítve egy új nitrogéntartalmú vegyületre lett figyelmes. A vegyületnek az epe görög elnevezése (χολή kolí) után adta a kolin nevet.